# Брахитерапија
Брахитерапија или брахирадиотерапија је врста радиотерапије или терапије зрачењем у којој се зрнца, траке или капсуле које садрже извор зрачења, стављају у болесниково тело, у или близу тумора. Брахитерапија је локални облик терапије јер третира само одређени део болесниковог тела. Најчешће се користи за лечење карцинома главе и врата, дојке, грлића материце, простате и ока.
Током брахитерапијом можда ће болесник морати да ограничи своје време у контакту са другим људима и да предузмете друге мере безбедности,  попут краћег провођења времена са децом или трудницама. Када се радиоактивни материјал уклони из болесниковог тела, он неће емитовати зрачење и није радиоактиван. Тада није  опасан за друге људе и може наставити са својим уобичајеним активностима.

## Индикације
Брахитерапија се користи за лечење многих врста рака, као на пример:
- канцер на мозгу
- карцином дојке
- рак грлића материце
- канцер ендометријума
- канцер једњака
- рак ока
- рак жучне кесе
- рак главе и врата
- рак плућа
- карцином простате
- рак ректума
- рак коже
- саркоми меког ткива
- рак роднице

Иако се брахитерапија најчешће користи за лечење рака, понекад се користи и за лечење других стања, као што су срчани проблеми, у одређеним ситуацијама.

## Врсте брахиотерапије према трајању
У начелу према према извору зрачења и трајању постоје три врсте брахитерапије
Имплантати ниске дозе (ЛДР)
У овој врсти брахитерапије, извор зрачења остаје на месту 1 до 7 дана, За то време болесник борави у болници током овог периода. Када се третман заврши, уклања се извор зрачења и катетер или апликатор.
Имплантати високе дозе (ХДР)
У овој врсти брахитерапије, извор зрачења се оставља на месту само 10 до 20 минута, а затим се вади. Терапија се може применити два пута дневно током 2 до 5 дана или једном недељно током 2 до 5 недеља. Распоред зависи од болесниковог типа рака. Током третмана, катетер или апликатор могу остати на месту или се могу поставити пре сваког третмана. Према потреби пацијент борави у  болници током овог времена, или можете свакодневно ићи у болницу да би се поставио извор зрачења. Као и код ЛДР имплантата, по завршеном  зрачењу уклања се катетер или апликатор.
Трајни имплантати
Након постављања извора зрачења, катетер се уклања. Имплантати остају у болесниковом телу до краја живота, док зрачење сваким даном постаје све слабије. Како време одмиче,  сва радијација ће нестати. Када се радијација први пут постави, можда ће болесник морати да ограничи своје време у контакту са другим људима и да предузмете друге мере безбедности,  попут крартког провођења времена са децом или трудницама.

## Брахитерапија према локацији
Лечење брахитерапијом подразумева стављање радиоактивног материјала у тело у близини рака, што зависи од много фактора. Ово укључује локацију и обим рака, опште здравље и циљеве лечења.
Постављање може бити унутар телесне шупљине или у ткиву тела:
Радијација смештена у телесну шупљину или интракавитетна брахитерапија
Током овог третмана, уређај који садржи радиоактивни материјал ставља се у отвор тела. На пример, може се ставити у душник или родницу. Уређај може бити цев или цилиндар направљен тако да одговара специфичном отвору на телу.
Лекар терапију зрачењем може ручно поставити уз помоћ уређаја за брахитерапију или користити компјутеризовану машину да помогне у постављању уређаја.
Тестови имиџинга (компјутеризована томографија или ултрасонографија) се могу користити да би се проверило да ли је уређај постављен на најефикасније место. 
Зрачење убачено у ткиво тела
Ова метода се зове интерстицијска брахитерапија. Уређаји који садрже радиоактивни материјал смештени су у ткиво тела. На пример, уређаји се могу ставити у дојку или простату.
Уређаји који се користе за интерстицијалну брахитерапију укључују жице, балоне, игле и сићушна зрнца величине зрна пиринча.
Користе се бројне технике за уметање апарата за брахитерапију у ткиво тела. Радиотерапеути могу користити игле или посебне апликаторе. Ове дугачке, шупље цеви су напуњене уређајима за брахитерапију, као што су зрнца. Цеви се убацују у ткиво и из њих се ослобађу радиоактивна зрнца..
Понекад се користе уске цеви, зване катетери. Цеви се могу поставити током операције. Касније се могу напунити радиоактивним материјалом током брахитерапијског третмана.
ЦТ скенирање, ултразвук или други тестови за снимање могу помоћи да се ређаји поставе на своје место. Слике помажу лекару да се увери да је третман на правом месту.

## Брахитерапија удружена са другим терапијама
Када се користи за лечење рака, брахитерапија се може користити самостално или са другим третманима рака. На пример, брахитерапија се понекад користи након операције. Овим приступом, зрачење се користи за уништавање свих ћелија рака које могу заостати након операције. 
Брахитерапија се такође може користити са спољашњим зрачењем.

## Нежељена дејства
Вероватноћа и природа потенцијалних акутних, субакутних или дугорочних нежељених ефеката повезаних са брахитерапијом зависе од локације тумора који се лечи и врсте брахитерапије која се користи.

### Акутна нежељена дејства
Акутни нежељени ефекти повезани са брахитерапијом укључују локализоване модрице, оток, крварење, исцедак или нелагодност унутар имплантиране регије. Они обично нестају у року од неколико дана након завршетка лечења. Пацијенти се такође могу осећати уморно током кратког периода након третмана.
Брахитерапијски третман рака грлића материце или простате може изазвати акутне и пролазне уринарне симптоме као што су задржавање урина, уринарна инконтиненција или болно мокрење (дизурија).  Такође се може јавити пролазно повећана перисталтика црева, дијареја, затвор или мање ректално крварење. Акутни и субакутни нежељени ефекти обично се повлаче за неколико дана или неколико недеља. У случају трајне (семенске) брахитерапије за рак простате, мала је шанса да нека зрнца материјала могу да мигрирају из региона лечења у бешику или уретру и да се излуче урином.
Брахитерапија за карцином коже може довести до појаве  оспе по спољашњим слојевима коже (десквамације) око подручја лечења у недељама након терапије, што обично зацељује за 5–8 недеља.  Ако је канцер лоциран на усни, може доћи до улцерације након брахитерапије, али оне бично нестају након 4-6 недеља.
Већина акутних нежељених ефеката повезаних са брахитерапијом може се лечити лековима или променама у исхрани и обично нестају током времена (обично неколико недеља), када се третман заврши. Акутни нежељени ефекти ХДР брахитерапије су углавном слични ЕБРТ. 

### Дугорочна нежељена дејства
Код малог броја људи, брахитерапија може изазвати дуготрајне нежељене ефекте услед оштећења или поремећаја суседних ткива или органа. Дугорочни нежељени ефекти су обично благе или умерене природе. На пример, проблеми са уринирањем и варењем могу дуго да трају након брахитерапије рака грлића материце или простате и могу захтевати континуирано лечење.
Брахитерапија рака простате може изазвати еректилну дисфункцију код приближно 15–30% пацијената.  Међутим, ризик од еректилне дисфункције је повезан са годинама (старији мушкарци су у већем ризику од млађих мушкараца), као и од нивоом еректилне функције пре примања брахитерапије. Код пацијената који имају еректилну дисфункцију, већина случајева се може успешно лечити лековима као што је Виагра.  Важно је напоменути да је ризик од еректилне дисфункције након брахитерапије мањи него након радикалне простатектомије. 
Брахитерапија рака дојке или коже може изазвати стварање ожиљног ткива око подручја лечења. У случају брахитерапије дојке, може доћи до некрозе масти као последица уласка масних киселина у ткива дојке. Ово може довести до тога да ткиво дојке постане отечено и осетљиво. Некроза масти је бенигно стање и обично се јавља 4-12 месеци након третмана и погађа око 2% пацијената.